# فلوریان تاردیو
فلوریان تاردیو (انگلیسی: Florian Tardieu؛ زادهٔ ۲۲ آوریل ۱۹۹۲) بازیکن فوتبال اهل فرانسه است.
از باشگاه‌هایی که در آن بازی کرده‌است می‌توان به باشگاه فوتبال زولته وارخم، باشگاه فوتبال سوشو، و باشگاه فوتبال تروا اشاره کرد.